# Bowers Gifford
Bowers Gifford – wieś w Anglii, w hrabstwie Essex. Leży 20 km na południe od miasta Chelmsford i 46 km na wschód od Londynu.